# Моравці-в-Словенських Горицях
Моравці-в-Словенських Горицях (словен. Moravci v Slovenskih goricah) — поселення в общині Лютомер, Помурський регіон, Словенія. Висота над рівнем моря: 228,6 м.